# Fazenda Mato Dentro
A Fazenda Mato Dentro foi uma fazenda histórica pertencente à cidade de Campinas, que teve início com as sesmarias, no século XIX, e que se destacou pela produção do açúcar e pela produção e beneficiamento do café.

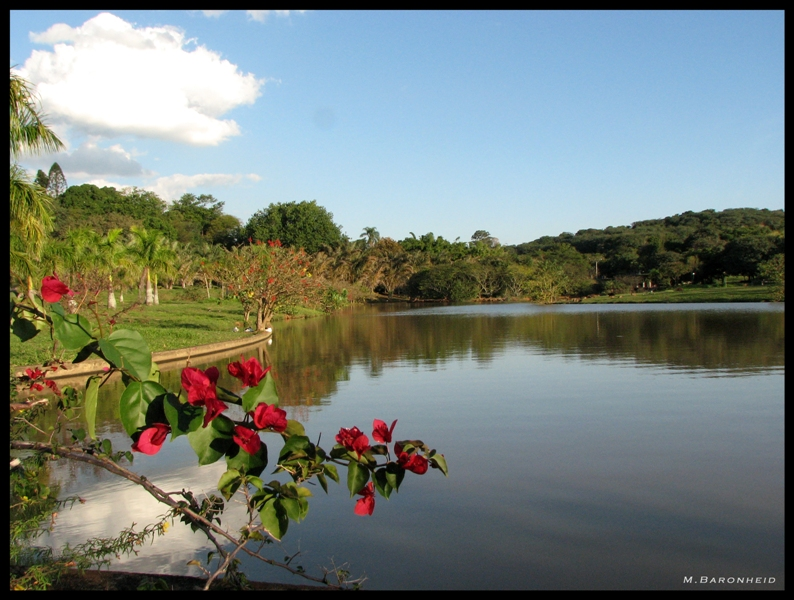
Parque Ecológico Emilio José Salim, antiga Sesmaria Engenho Mato Dentro

## Histórico
A Fazenda Mato Dentro foi formada a partir da Sesmaria Engenho Mato Dentro, fundada em Campinas pelo tenente-coronel Joaquim Aranha Barreto de Camargo, em 1806, para a produção do açúcar. Inicialmente com 1515 alqueires, permaneceu como engenho de açúcar até segunda década do século, quando começaram os primeiros cafezais em Campinas.

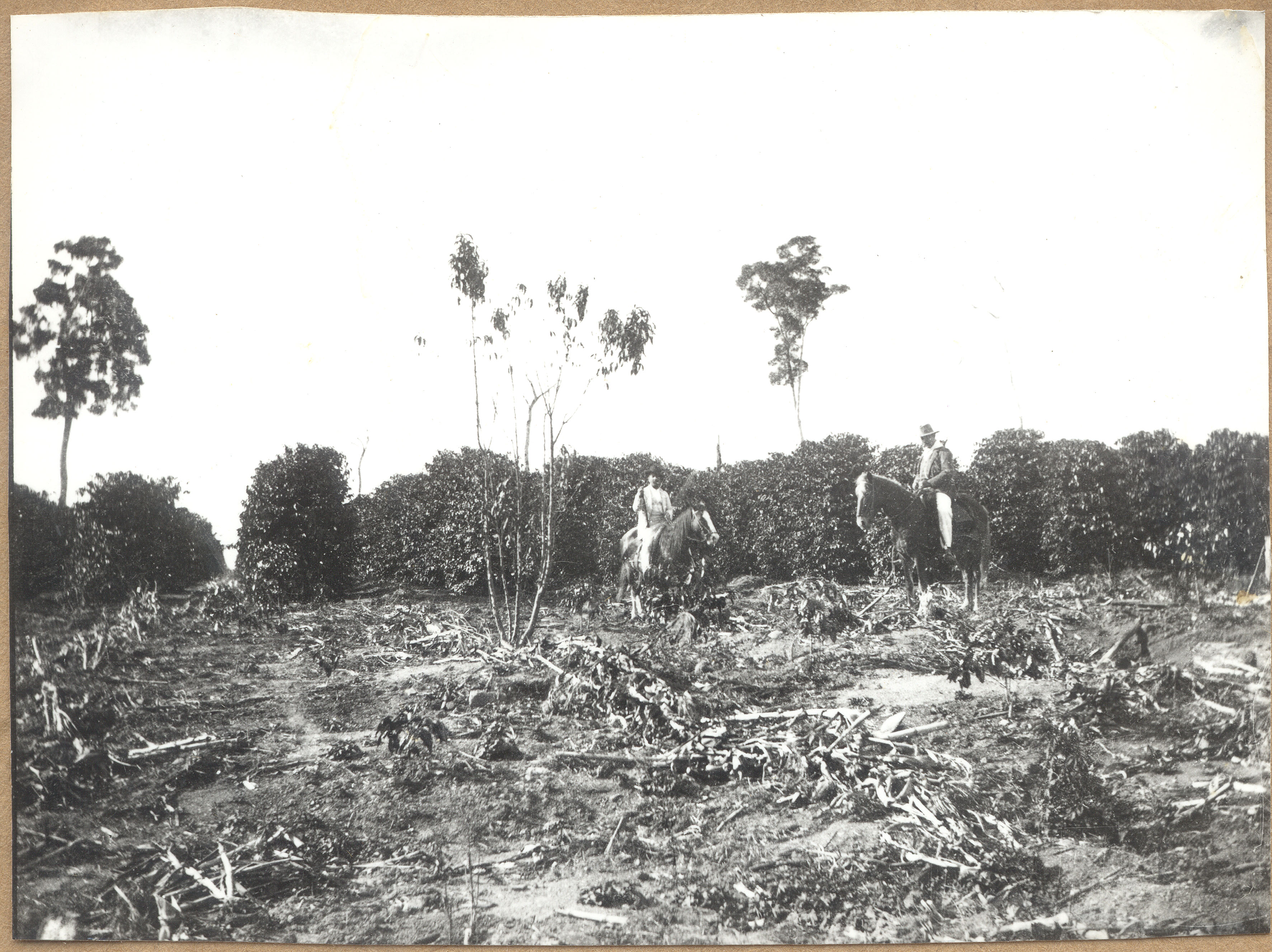
Cafezal Fazenda Mato Dentro na década de 1920

Em 1820, a filha de Joaquim, Maria Luzia de Souza Aranha, depois viscondessa de Campinas, e seu marido Francisco Egídio de Souza Aranha assumiram a propriedade, reativando a produção do açúcar e o beneficiamento do café. A monocultura do café foi substituindo, aos poucos, o plantio do açúcar.
Em 1879, parte das terras foram divididas por herança entre as duas filhas da viscondessa, Maria Brandina e Petronilia Egydio de Souza Aranha, sendo na época uma propriedade com 200 escravos e grande produção de café.
Os últimos descendentes a administrar a fazenda foram Queiroz Aranha e Soares e José de Lacerda Soares. Em 1950, a fazenda foi vendida e logo transferida ao Governo do Estado. A Fazenda Mato dentro foi então transformada em fazenda experimental, subordinada ao Instituto Biológico. Em 10 de maio de 1982, a sede da fazenda foi tombada pelo Patrimônio Histórico, e em 24 de setembro de 1988, o Governador Orestes Quércia autorizou o início da obras do Parque Ecológico Monsenhor Emílio José Salim, na Fazenda Mato dentro, prevendo o aproveitamento de 110 dos 285 hectares de área como área de lazer.

## Fazenda Vila Brandina
A parte da Fazenda Mato Dentro que coube à Maria Brandina, casada em 1838 com Álvaro Xavier da Silva Camargo, recebeu o nome de Fazenda Mato Dentro de Baixo. Em 1885, ao ficar viúva, Maria Brandina de Souza Aranha se tornou a única proprietária. Ao falecer em 1900, as terras são herdadas por seus dois filhos Cândido Álvaro de Souza Camargo e Antônio Álvaro de Souza Camargo. Em 1914 a fazenda, agora com o nome de Fazenda Vila Brandina, passa a pertencer exclusivamente a Antônio Álvaro que, ao falecer, deixa para seus filhos. Um dos filhos, Lafayette Álvaro de Souza Camargo, então prefeito de Campinas, compra a parte dos seus irmãos e se torna único proprietário ao lado de sua esposa Odila Egídio de Souza Santos. Lafayette era o único filho do casal Antônio Álvaro e Olímpia Lapa com condições de adquirir parte das terras.
Nas terras da Fazenda Vila Brandina encontra-se construído atualmente o primeiro shopping de Campinas, o Shopping Iguatemi.

## Fazenda Lapa
A parte da fazenda Mato Dentro que coube à Petronilha Egydio de Souza Aranha, casada com Francisco Inácio do Amaral em 1849, formou a Fazenda Lapa, cultivando café. Falecidos, ele em 1868 com 47 anos de idade e ela em 1869, deixam a fazenda para suas filhas Olímpia, casada com Antônio Álvaro de Souza Camargo (seu primo, filho de Maria Brandina) e Leonor, casada com Elisário Penteado. Em 1900, a fazenda passa a ser propriedade exclusiva de Antônio Álvaro, e posteriormente é herdada por sua filha Judite Álvaro de Souza Santos, casada com Celso Egídio de Souza Santos (irmão de Odila Egydio de Souza Santos , que viria a se casar com Lafayette Álvaro de Souza Camargo, irmão de Judite).
Teve o nome de Fazenda Lapa, até meados da década de 1920. A sede da Lapa é onde hoje se encontra o casarão sede do clube sócio esportivo Sociedade Hípica de Campinas. Uma gleba da Fazenda Lapa foi vendida a Lafayette por Celso e Judite, sua irmã, sendo incorporada à Fazenda Vila Brandina.

## Parque Ecológico
O Parque Ecológico Monsenhor Emílio José Salim foi formado a partir da sede da Fazenda Mato Dentro por um Decreto do Governo Estadual de 1987, com o propósito de preservar e recuperar valores arquitetônicos e paisagísticos da região.

## Galeria

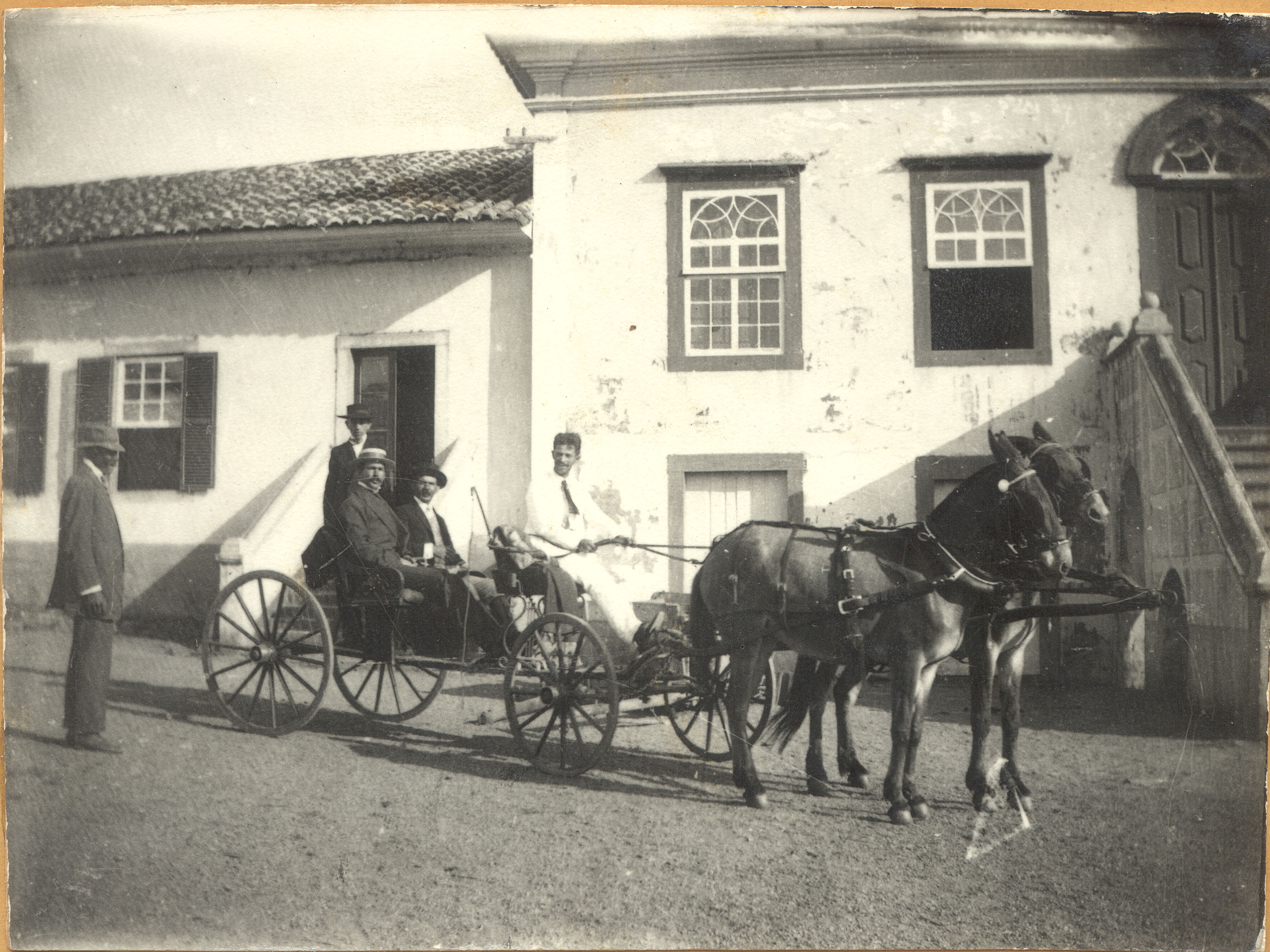
1917
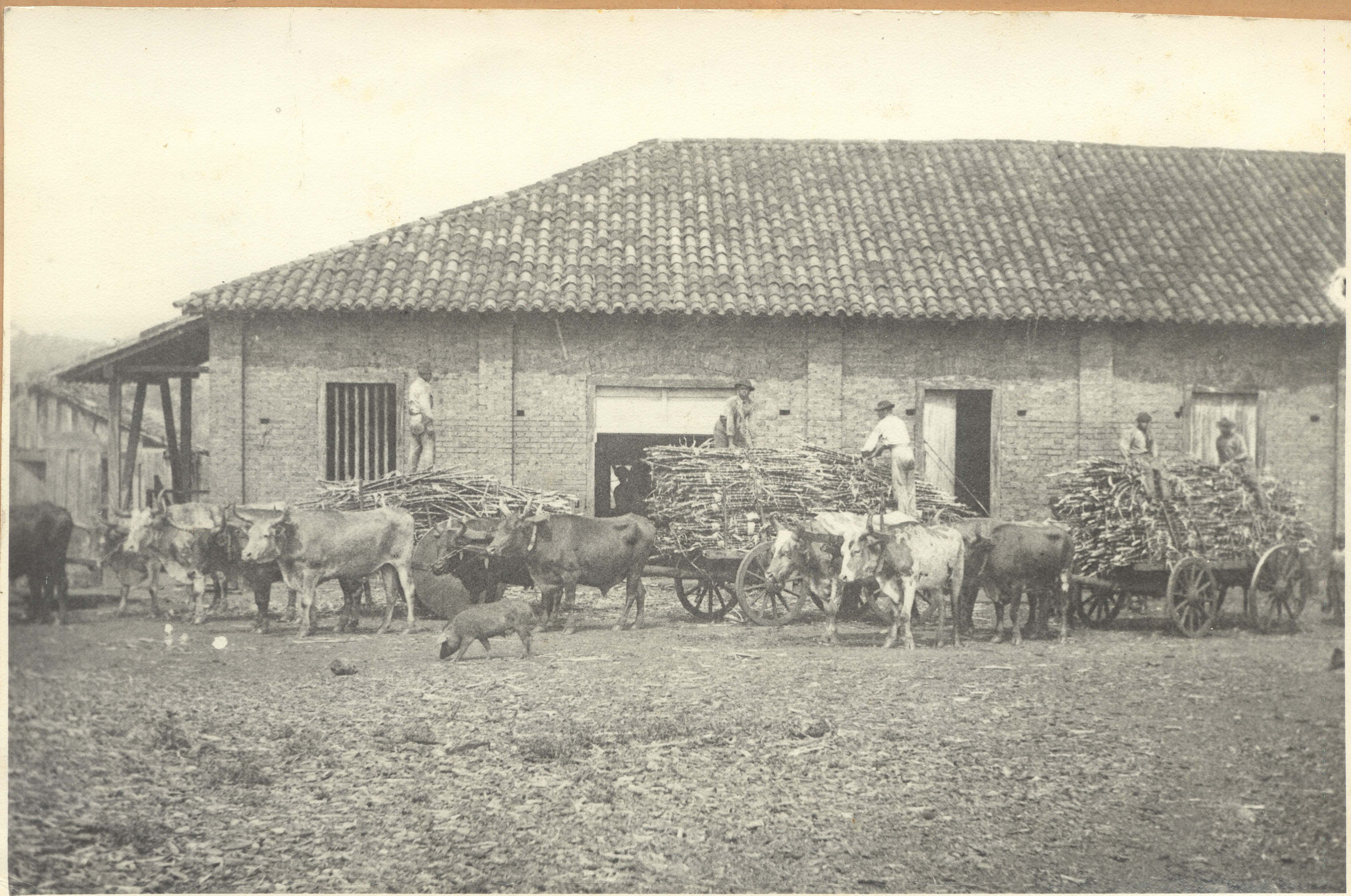
1918
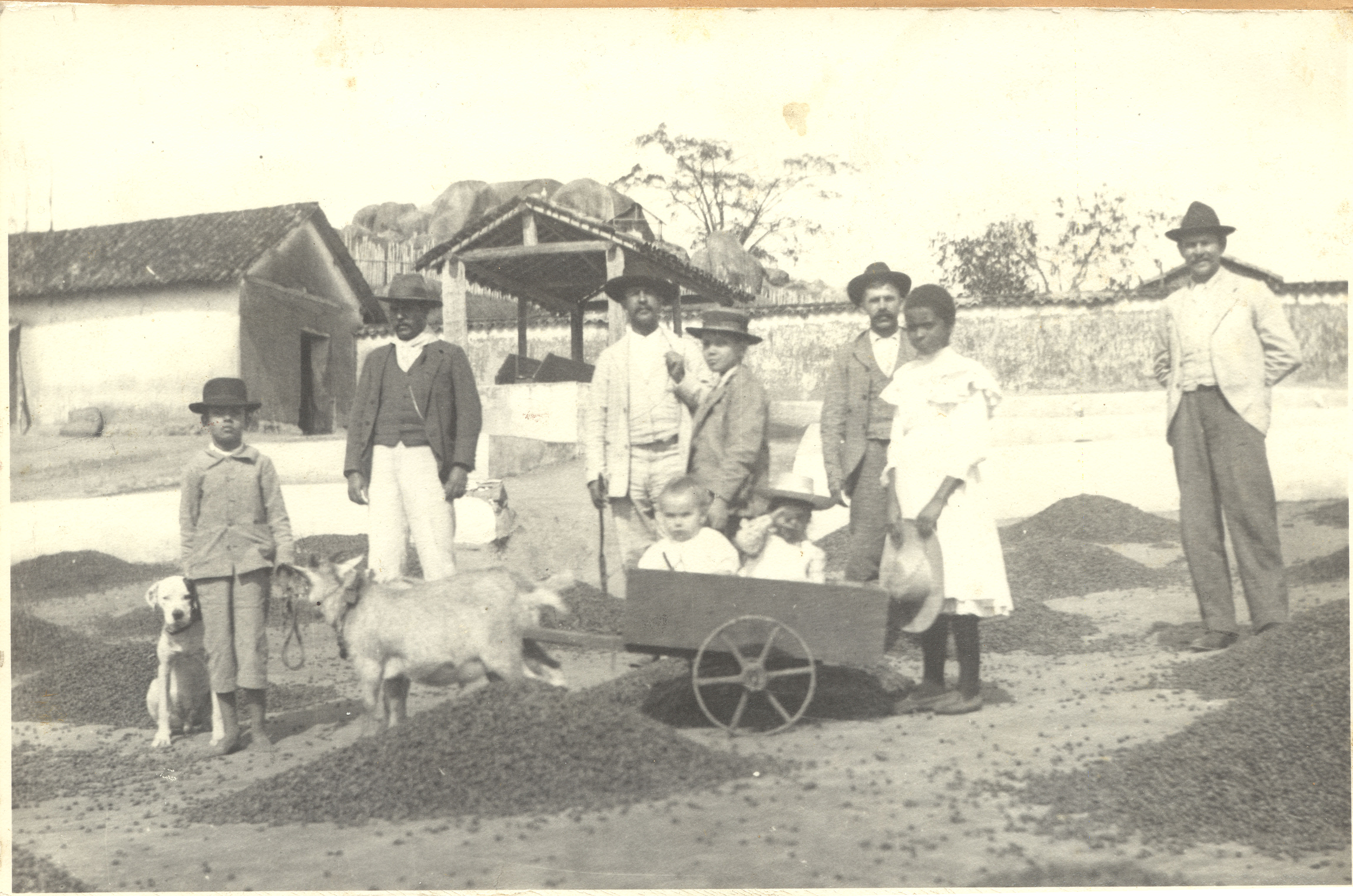
1918
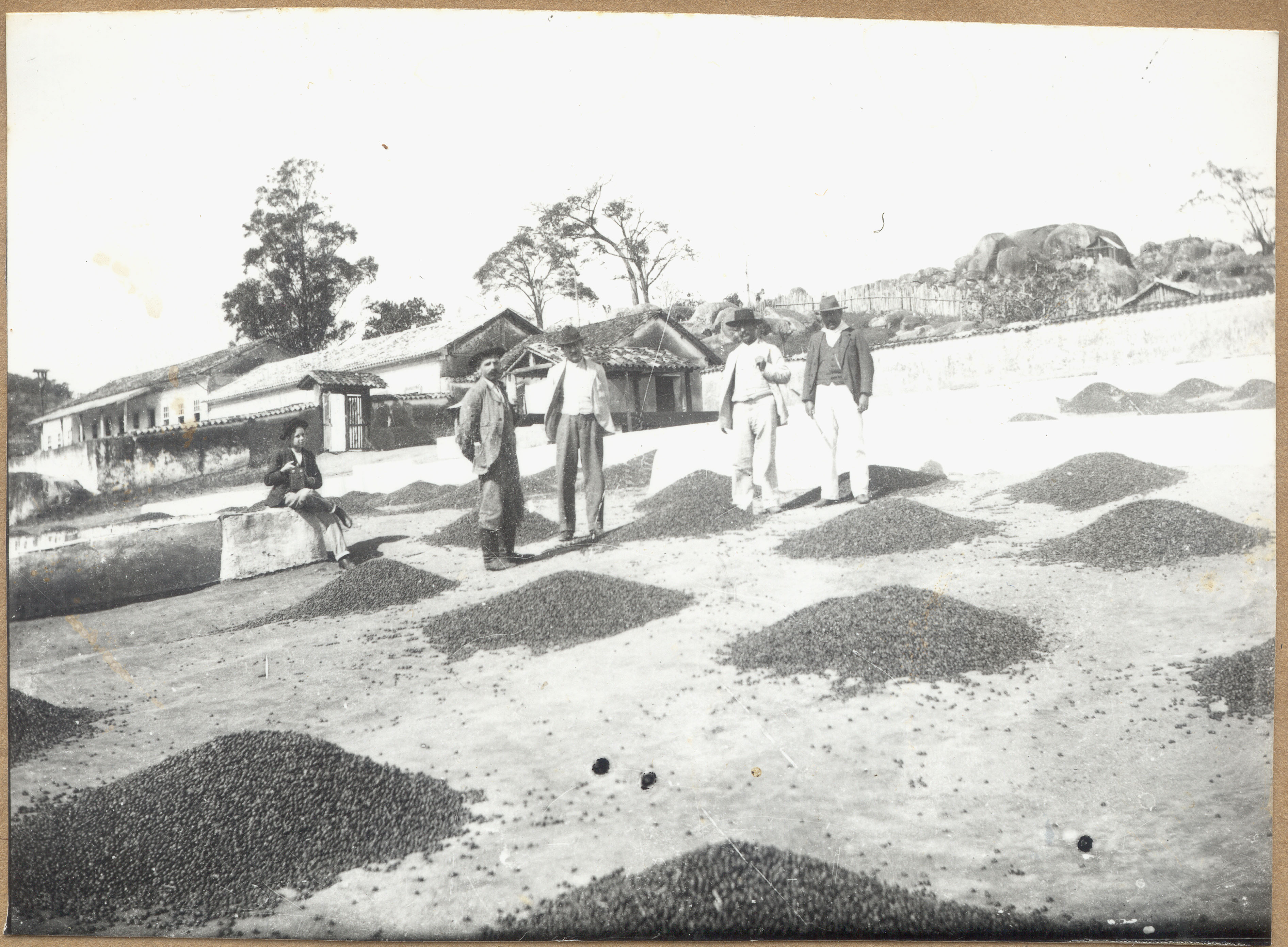
1918
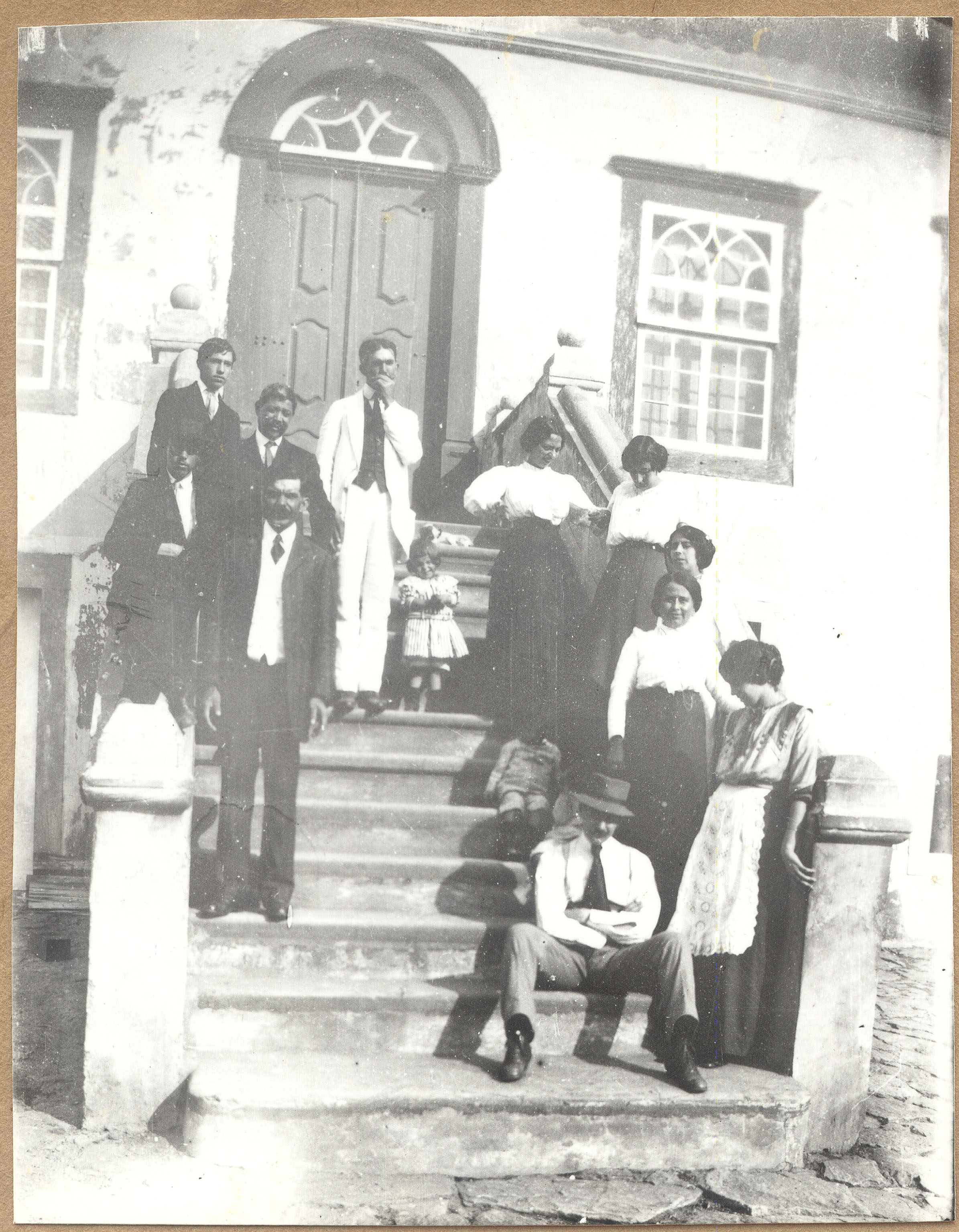
década 1910